# Cédric Schoumacker
Cédric Schoumacker (10 april 2001) is een Belgisch korfballer.

## Levensloop
Schoumacker startte op vijfjarige leeftijd met korfbal bij ASKC. Vervolgens was hij een tijdje actief bij Hoevenen KC en vanaf zijn 15e is hij sportief actief bij Kwik. Tevens maakt hij deel uit van het Belgisch nationaal team, waarmee hij onder meer zilver won op de Wereldspelen van 2022.
In het beachkorfbal behaalde hij met het Belgisch nationaal team brons op het wereldkampioenschap van 2022.